# 阿布 (神)
阿布（英語：Abu）是苏美尔神话中的一位植物小神。他是生来用于治愈恩基病情的八位神灵之一。
阿布的意思是“植物草木的父亲”。
斯蒂芬·兰登（Stephen Langdon）提出，阿布曾经可能是塔木兹（Tammuz）的一个早期名称，正是基于此，他曾被确认为是因南娜的配偶，阿布在文书中的出现不晚于乌尔第三王朝。

## 参阅文献
1. ↑  斯蒂芬·兰登，塔木兹和伊什塔尔：一部巴比伦宗教和神学专著.

- 迈克尔·乔丹，神之百科全书, 凯尔-凯西有限公司, 2002年